# دلائل النبوة للبيهقي
دلائل النبوة ومعرفة أحوال صاحب الشريعة المعروف اختصارا بدلائل النبوة هو كتاب لأبي بكر أحمد بن الحسين البيهقي. وهو من بين أهم كتب السيرة وأوفاها، إذ أنه يسوق الروايات بأسانيدها إلى أصحاب الكتب المعتبرة، وأحياناً يتكلم على الروايات ويبين حالها.

## المؤلف
أحمد بن الحسين بن علي بن موسى الخُسْرَوْجِردي الخراساني، أبو بكر البيهقي من أئمة الحديث. ولد في خُسْرَوْجِرْد، سنة 384 هـ = 994م (من قرى بيهق، بنيسابور) ونشأ في بيهق ورحل إلى بغداد ثم إلى الكوفة ومكة وغيرهما، وعاد إلى نيسابور، فلم يزل فيها إلى أن مات سنة 458 هـ = 1066م.

## ميزات الكتاب
يتميز كتاب دلائل النبوة بجملة من الخصائص منها: أنه يجمع بين كتب الأسانيد والسيرة النبوية، فهو يورد الأحاديث مسندة ويبين صحيحها والضعيف منها. حيث أن البيهقي قد قال في كتابه: «ويعلم كل حديث أوردته قد أردفته بما يشير إلى صحته أو تركته مبهماً وهو مقبول في مثل ما أخرجته وما عسى فيه ضعف أشرت إلى ضعفه وجعلت الاعتماد إلى غيره».
كما جاء مرتبا على أبواب السيرة من المولد حتى الوفاة. وهو كتاب خاص بذكر دلائل نبوة محمد ﷺ فقد قال مؤلفه في الجزء الثالث: «القصد من هذا الكتاب، بيان دلائل نبوته، وإعلام صدقه في رسالته صلى الله عليه وسلم».

## طريقة البيهقي في كتابه
عند ذكره للأحاديث الصحيحة أو الضعيفة فإنه يشير إلى ذلك والضعيف ضعفا يسيرا يتركه مبهماً لأنه قد يورده في ما يتساهل فيه كالفضائل وغيرها. وهو يسوق الأحاديث بسنده هو وتلك طريقته في مؤلفاته. أحياناً يلجأ إلى التعليق على الحديث إذا تطلب الامر مزيدا من الإيضاح، كما يذكر للرواية عدة طرق أو شواهد ويبين بعض الإشكال فيها أحيانا أخرى، إلا أنها ليست عادته في الكتاب كله.
روى كثيرا عن شيخه الحاكم النيسابوري صاحب المستدرك على الصحيحين. كما أكثر من النقل عن سيرة ابن إسحاق ومغازي موسى ابن عقبة، وأغلب صيغ التحديث عن شيوخه هي عبارة «أخبرنا» وأحيانا يستخدم عبارة «أنبئنا». عند روايته للحديث بالسند يعزوه بعد روايته، إلا أنه لا يعزو إلا إلى البخاري ومسلم أما غير ذلك فلا يعزوه.

## أقوال العلماء
- قال تاج الدين السبكي: ”أما كتاب دلائل النبوة وكتاب شعب الإيمان وكتاب مناقب الشافعي – وهي كلها للإمام البيهقي – فأقسم ما لواحد منها نظير“.[2]
- وقال ابن كثير الدمشقي عن الإمام البيهقي: ”وصنف الكتب الفقهية والحديثية المليحة المفيدة … ودلائل النبوة، وهو من الكتب النافعات الشامخات“.[3]
- وقال ابن كثير أيضا: ”وجمع أشياء كثيرة نافعة لم يُسبق إلى مثلها، ولا يدرك فيها، منها: كتاب السنن الكبير … ودلائل النبوة، والبعث والنشور، وغير ذلك من المصنفات الكبار والصغار المفيدة التي لا تُسامى ولا تُدانى “.[4]
- وقال عنه محمد بن جعفر الكتاني: ”وفيه يقول الذهبي عليك به، فإنه كله هدى ونور“.[5]

## نسخ الكتاب
النسخ التي اعتمدها المحقق في عمله:
- نسخة المكتبة العثمانية بحلب، والمكتبة الأحمدية بحلب.
- نسخة (666) هجرية وعليها إسناد رواية الكتاب، خاصة منها رواية الإمام المنذري المتوفي (656).
- نسخة كوبريللي (471)
- نسخة دار الكتب المصرية (212) حديث.
- نسخة الهيثمي تحمل هذه النسخة الرقم (701) حديث بدار الكتب المصرية.
- النسخة (215) حديث دار الكتب المصرية.
- نسخة بالمكتبة المحمودية بمكتبة المدينة المنورة العامة (9) سيرة نبوية.
- نسخة تحمل الرقم (213) حديث دار الكتب المصرية.
- نسخة (1012) حديث

## كتب في نفس الموضوع
من أهم الكتب التي تناولت هذا الموضوع:
- دلائل النبوة، للإمام أبو داود السجستاني صاحب السنن.
- أعلام النبوة، للإمام أبو قتيبة الدينوري.
- دلائل النبوة، للإمام أبو بكر بن أبي الدنيا.
- تثبيت دلائل النبوة، للقاضي عبد الجبار الهمذاني.
- إثبات نبوة النبي صلى الله عليه وسلم، للإمام أحمد بن الحسين الزيدي.
- دلائل النبوة، للإمام أبو نعيم الأصفهاني صاحب كتاب حلية الأولياء
- أعلام النبوة، للإمام أبي الحسن الماوردي صاحب كتاب أدب الدنيا والدين.
- الخصائص الكبرى، للإمام جلال الدين السيوطي. وتحدث فيه عن معجزات النبي صلى الله عليه وسلم ودلائل نبوته.

## نقد الكتاب
من المعيب على البيهقي في كتابه أنه لم يلتزم بطريقته التزاما تاماً، فهناك أحاديث ضعيفة ضعفا بينا ولم يشير إليها وهناك أحاديث موضوعة لم يشر إلى وضعها. ومن الذين آخذوا البيهقي على هاته المسألة ابن قيم الجوزية في زاد المعاد في هدي خير العباد إذ عقب على حديث نجران. قائلا: «وقد وَقَعَ فِي هَذِهِ الرِّوَايَةِ هذا(يعني البيهقي)، وقال: قَبْلَ أَنْ يَنْزِلَ عَلَيْهِ ﴿طس تِلْكَ آيَاتُ الْقُرْآنِ وَكِتَابٍ مُبِينٍ ۝١﴾ [النمل:1] وذلك غلط على غلط، فإن هذه السورة مكية باتفاق، وكتابه إلى نجران بعد مرجعه من تبوك».

## وصلات خارجية
- تصفح مباشر لدلائل النبوة.